# Darthus
Darthus is een geslacht van haften (Ephemeroptera) uit de familie Heptageniidae.

## Soorten
Het geslacht Darthus omvat de volgende soorten:
- Darthus vadorus